# بفتوپیتانت
بفتوپیتانت (انگلیسی: Befetupitant) یک آنتاگونیست قوی و انتخابی برای گیرنده NK1 است. این دارو در ابتدا به‌عنوان یک داروی بالقوه ضد استفراغ ساخته شد، اگرچه در نهایت پس از اینکه یک داروی مرتبط با آن برای توسعه بالینی مناسب‌تر تشخیص داده شد، توسعه آن متوقف شد.